# Ganda Koy
Ganda Koy, também conhecida como Movimento Patriótico de Ganda Koi (MPGK), é uma milícia étnica negra de autodefesa do Norte do Mali (formada por songais, fulas, bozos e belas) criada em maio de 1994 por Muhammad n'Tissa Maiga com os antigos soldados do exército maliano durante a rebelião tuaregue de 1990-1996 para combater os grupos armados tuaregues (mas também árabes ou mouros). Significa "os senhores da terra" ou também "os proprietários dos territórios".

## História

### Criação
O movimento foi baseado em Gao (2.ª Região do Norte), onde logo recebeu o apoio dos rizicultores songais, pecuaristas fulas, pescadores bozos, trabalhadores belas e até mesmo alguns pastores tuaregues, para posteriormente se beneficiarem do apoio do exército e de jovens songais de países vizinhos (Gana, Nigéria, Benim, Togo, entre outros). Possui um Comitê de Sábios a partir de sua base e um comitê de apoio a partir de Bamaco.

### Durante a guerra do Mali
Oficialmente dissolvida após o acordo de paz de 1996, a milícia nunca desapareceu completamente.
Em 2012, os membros do movimento visam retomar o norte do Mali que caiu sob o controle da AQIM, do MUJAO, da Ansar Dine, mas também do MNLA durante a Guerra do Mali.
Além disso, a milícia questionou a política do governo maliano em relação à reconciliação nacional de 1992, a integração dos tuaregues na administração, o exército e a ajuda econômica fornecida. No entanto, permanece fiel ao regime maliano, o que foi observado durante as negociações em Uagadugu em 2013.
Em 21 de julho de 2012, Ganda Koy, Ganda Izo e as Forças de Libertação das Regiões do Norte do Mali (FLN) se reúnem sob a coalizão Coordenação dos Movimentos e Frente Patriótica de Resistência (CM-FPR).